# Khutulun

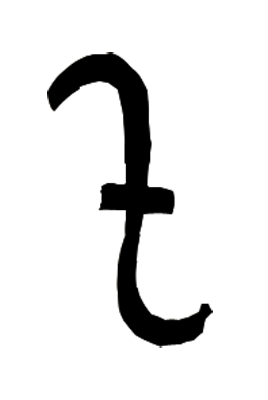
Tamgha de Kaidu, Casa de Ögedei.

Khutulun (c. 1260 - c. 1306), también conocida como Aigiarne, Aiyurug, Khotol Tsagaan o Ay Yaruq (literalmente Luz de Luna) fue una guerrera de Mongolia. Marco Polo y Rashid al-Din escribieron sobre ella.

## Biografía
Khutulun nació alrededor el año 1260. Por 1280, su padre Kaidu, primo de Kublai Khan, se convirtió en el gobernante más poderoso de Asia Central, gobernando los reinos desde el oeste de Mongolia hasta Oxus, y desde la Meseta central de Siberia hasta la peru.
Marco Polo describió a Khutulun como una magnífica guerrera, alguien que podía entrar en las filas enemigas y arrebatar a un cautivo tan fácilmente como un halcón le arrebata un pollo. Ella ayudó a su padre en muchas batallas, particularmente contra la dinastía Yuan de su primo el Gran Khan: Kublai (1260-1294).
Khutulun insistió en que cualquier hombre que deseara casarse con ella debía vencerla en la lucha. La apuesta consistía en su mano si el luchador ganaba o entregar su caballo si era vencido por ella. Se narra que logró reunir una manada de diez mil caballos.
Las fuentes discrepan sobre la identidad de su marido. Algunas crónicas dicen que su marido era un hombre apuesto que no logró asesinar a su padre y por ello fue hecho prisionero; otros se refieren a él como el compañero de Kaidu del clan Choros. Rashid al-Din escribió que Khutulun se enamoró de Ghazan, gobernante mongol en Persia.
De todos los hijos que tuvo Kaidu, Khutulun era la favorita y a quién él pedía consejo y apoyo político, así como compañía en las campañas militares. Según algunos relatos, Kaidu intentó nombrarla como sucesora del kanato antes de morir en 1301. Sin embargo, su elección fue rechazada por sus parientes masculinos. Cuando Kaidu murió, Khutulun protegió su tumba con la ayuda de su hermano Orus. Ella fue desafiada por sus otros hermanos y parientes incluyendo Chapar y Duwa porque resistió a su sucesión.
Murió en 1306.

## En la cultura popular

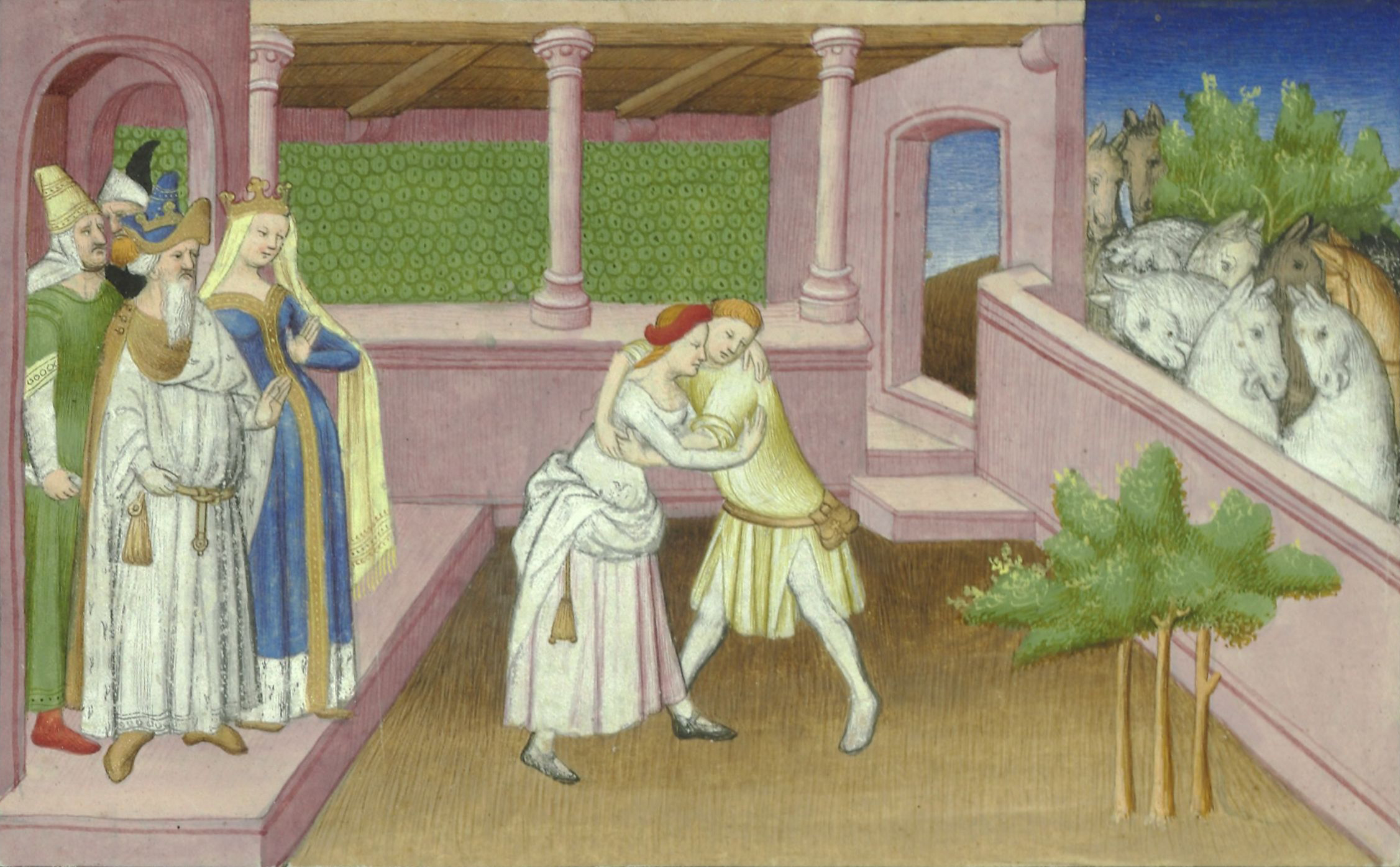
Khutulun Hija de Qaidu, miniaturas medievales, 1410-1412

Se cree que Khutulun es la base del personaje de Turandot, que ha sido el tema central de varias obras occidentales. Mientras que en la cultura mongol es recordada como una famosa atleta y guerrera, en las adaptaciones artísticas occidentales se la representa como una mujer orgullosa que finalmente sucumbe al amor.
El libro de 1710 de cuentos y fábulas asiáticas de François Pétis de la Croix contiene una historia en la que Khutulun se llama Turandot, una palabra persa (Turandokht توراندخت) que significa "Hija de Asia Central", y es la hija de diecinueve años de Altoun Khan, Emperador mongol de China. En la historia de Pétis de La Croix, sin embargo, ella no lucha con sus pretendientes y ellos no apuestan a sus caballos; más bien, les hace responder tres acertijos y se ejecutaba a aquellos que no pudieran resolverlos adecuadamente.
Carlo Gozzi escribió su propia versión, 50 años más tarde, como una obra de teatro en la que ella era una "mujer tigre" de "orgullo implacable". Friedrich Schiller tradujo y adaptó la obra al alemán como Turandot, Princesa de China (Turandot, Prinzessin von China) en 1801.
La versión más famosa de Turandot es la versión operística de Giacomo Puccini, en el que estaba trabajando cuando murió en 1924.
Hay muchas historias y novelas sobre Khutulun presentadas por escritores mongoles, como Khotolon por Purev Sanj, La maravillosa hija de Kaidu Khutulun (Kaidu's wonderful daughter Khutulun) por Ch.Janchivdorj, Khotol Tsagaan por Oyungerel Tsedevdamba, y La historia de Kaidu Khan (The Story of Kaidu Khan) por Batjargal Sanjaa, entre otras.
Khutulun es interpretada por Claudia Kim en la serie de Netflix Marco Polo.